# Olt
|  | No s'ha de confondre amb Òlt. |

Olt és una província de Romania (en romanès judeţ) situada a la regió d'Oltènia (a l'est del riu Olt) i Muntènia).

## Límits
- Província de Teleorman a l'est.
- Província de Dolj a l'oest.
- Província d'Argeş i província de Vâlcea al Nord.
- Bulgària al sud - província de Pleven.

## Demografia
El 2002, tenia 489,274 i una densitat de població de 89 h/km².
- Romanesos - 98.06%[1]
- Gitanos - 1,86%, i altres.

| Any  | Població |
| ---- | -------- |
| 1948 | 442.442  |
| 1956 | 458.982  |
| 1966 | 476.513  |
| 1977 | 518.804  |
| 1992 | 523.291  |
| 2002 | 489.274  |

## Llista de ciutats de la província Olt
Cens de l'any: 2002
| Població       | Habitants |
| -------------- | --------- |
| Slatina        | 79.171    |
| Caracal        | 34.603    |
| Balș           | 21.194    |
| Corabia        | 20.457    |
| Scornicești    | 12.802    |
| Drăgănești-Olt | 12.223    |
| Piatra-Olt     | 6.390     |
| Potcoava       | 6.142     |
| Osica de Sus   | 5.458     |
| Brastăvaţu     | 5.293     |
| Izbiceni       | 5.190     |
| Fărcaşele      | 5.146     |